# Bonneviella uschakovi
Bonneviella uschakovi är en nässeldjursart som beskrevs av Nikolai Alexsandrovich Naumov 1951. Bonneviella uschakovi ingår i släktet Bonneviella och familjen Bonneviellidae. Inga underarter finns listade i Catalogue of Life.